# FÉG PA-63
Le Pistolet FÉG PA-63 fut en service dans l'Armée hongroise de 1963 à 1995.La Police d'État hongroise a adopté une version compacte du PA-63 sous la forme du FÉG R-61.

## Présentation
À la fin des années 1940, la soviétisation de l'Armée hongroise impose la production du FEG 48/Tokagypt par la firme FÉG de Budapest. Parallèlement, la police hongroise et l'exportation voient la création de clones améliorés du Walther PP donnant naissance aux Pistolet modèle 1948 calibre 7,65 mm (police) puis au Pistolet modèle 1963 calibre 9 mm (Armée)ou PA-63.
Les différences principales entre le FÉG PA-63 et le FÉG 48M (police) sont :
- Le chien percé du Walther PP.
- Une carcasse en alliage léger mélangeant duralumin et titane permettant de gagner 100 g.
- Les plaquettes de crosse plus ergonomiques.

## Utilisateurs  non magyars
En dehors des militaires et policiers hongrois, le PA-63 a été fournis à l'Irak,  mais aussi aux terroristes de l'INLA.
Parallèlement

## Variantes commerciales
Entre les années 1960 et le début des années 2000, le PA 63 a été exporté en Europe de l'Ouest et en Amérique du Nord sous les noms de :  
- FÉG AP-63en 7,65 mm Browning et 9 mm Browning (CEE) ;
- Hege AP-66 « Attila »  en 7,65 mm Browning (RFA) , réexporté ensuite aux États-Unis dans les années 1970 en  .380 Auto ;
- Artex AP en 7,65 mm (France) ;
- FÉG AP7.65, en 7,65 mm (Union Européenne) (8 coups) ;
- FÉG AP9, en 9 mm Court (Union Européenne) (7 coups);
- FÉG PMK-380, en .380 ACP (États-Unis).

## Copiée enChine populairepour l'exportation
La firme chinoise Norinco en propose une copie  appelée Norinco PPN  chambrée en 9 mm court et doté d'un chargeur de 8 cartouches. Ce Norinxo PPN, long de 17 cm et pesant à vide600 g, est notamment exportée en Allemagne et au Canada.